# Поэтика и герменевтика
Поэтика и герменевтика (нем. Poetik und Hermeneutik) — междисциплинарный исследовательский проект, на три десятилетия объединивший философов, теологов и гуманитарных ученых, по преимуществу немецких, вокруг теоретических, методологических и эмпирических проблем интерпретации фактов культуры и искусства.

## Общие задачи
Задачей проекта было соединить лингвистическое и литературоведческое структурное изучение текста и интертекстуальности (поэтика) с философской интерпретацией смысла, условий его порождения и восприятия (герменевтика).

## История
Инициаторами проекта были философ Ханс Блюменберг, филолог-германист Клеменс Хезельхаус и филолог-романист Ханс-Роберт Яусс из Гисенского университета, к которым вскоре присоединился филолог-англист Вольфганг Изер. Они обратились к представителям гуманитарных факультетов университетов Германии с предложением о создании рабочей группы по теоретико-методологическим проблемам исследования культуры. Первое собрание группы состоялось 17-19 июня 1963 в Гиссене, впоследствии базой группы были Центр междисциплинарных исследований Университета Билефельда, Констанцский университет и др.

## Участники
Среди участников проекта были представители следующих дисциплин (неполный список):
- англистика
  - Вольфганг Изер
- всеобщая история
  - Райнхарт Козеллек
- германистика
  - Жан Боллак
  - Петер Сонди
- история искусства
  - Макс Имдаль
- классическая филология
  - Манфред Фурманн
- Лингвистика
  - Альгирдас Греймас
- педагогика
  - Гюнтер Бук
- романистика
  - Харальд Вайнрих
  - Райнер Варнинг
  - Вернер Краусс
  - Карлхайнц Штирле
  - Ханс-Роберт Яусс
- славистика
  - Рената Лахманн
  - Дмитрий Чижевский
  - Юрий Штридтер
- социология
  - Зигфрид Кракауэр
- сравнительное литературоведение
  - Рене Уэллек
- теология
  - Вольфхарт Панненберг
- философия
  - Ханс Блюменберг
  - Ханс-Георг Гадамер
  - Одо Марквард
  - Якоб Таубес
  - Манфред Франк
  - Юрген Хабермас

## Труды
С 1963 по 1994 год прошло 17 встреч рабочей группы. Материалы каждой встречи легли в основу соответствующего тематического выпуска, которые печатало издательство Вильгельма Финка  в Мюнхене:
- 1. Имитация и иллюзия/ Nachahmung und Illusion, июнь 1963, Гиссен, под. ред Х.-Р.Яусса (изд. 1964)
- 2. Имманентная эстетика, эстетическая рефлексия. Лирика как парадигма модерного/ Immanente Ästhetik, ästhetische Reflexion: Lyrik als Paradigma der Moderne, сентябрь 1964, Кёльн, под ред. В.Изера (изд.1966)
- 3. Больше не прекрасное искусство: пограничные феномены эстетического/ Die nicht mehr schönen Künste: Grenzphänomene des Ästhetischen, 1966, Линдау, под ред. Х.-Р.Яусса (изд. 1968)
- 4. Террор и игра: проблемы восприятия мифа/ Terror und Spiel: Probleme der Mythenrezeption, под ред. М.Фурманна (изд. 1971)
- 5. История: событие и повествование/ Geschichte — Ereignis und Erzählung, под ред. Р.Козеллека и Вольфа-Дитера Штемпеля (изд. 1973)
- 6. Позиции негативности/ Positionen der Negativität, под. ред Х.Вайнриха (изд. 1975)
- 7. Комическое/ Das Komische, сентябрь 1974, Бад-Хомбург, под ред. Вольфганга Прайзенданца и Р.Варнинга (изд. 1976)
- 8. Идентичность/ Identität, 1976, Бад Хомбург, под ред О.Маркварда и К.Штирле (изд. 1979)
- 9. Текст и его использование/ Text und Applikation, Бад Хомбург, под. ред. М.Фурманна, Х.-Р.Яусса и В.Панненберга (изд. 1981)
- 10. Функции фиктивного/ Funktionen des Fiktiven, под ред. Дитера Генриха и В.Изера (изд. 1983)
- 11. Речевое взаимодействие/ Das Gespräch, под ред. К.Штирле и Р.Варнинга (изд. 1984)
- 12. Граница эпохи и сознание эпохи/ Epochenschwelle und Epochenbewusstsein, 1983, Бад Хомбург, под ред. Райнхарта Герцога и Р.Козеллека (изд. 1987)
- 13. Индивидуальность/ Individualität, под ред. Манфреда Франка и Ансельма Хаверкампа (изд. 1988)
- 14. Праздник/ Das Fest, 1987, Бад Хомбург, под ред. Вальтера Хауга и Р.Варнинга (изд. 1989)
- 15. Memoria: забвение и воспоминание/ Memoria: vergessen und erinnern, под ред. А.Хаверкампа, Р.Лахманн, при содействии Райнхарта Херцога (изд. 1992)
- 16. Конец: фигуры одной мыслительной формы/ Das Ende: Figuren einer Denkform, под ред. К.Штирле и Р.Варнинга (изд. 1996)
- 17. Случайность/ Kontingenz, 1994, Бад Хомбург, под ред. Герхарта фон Гревеница и О.Маркварда при участии Маттиаса Кристена (изд. 1998; включает статью Х.-Р.Яусса «Эпилог», подводящую итоги проекта).